# カーディス (オハイオ州)
カーディス（Cadiz、[ˈkædɪs]）は、アメリカ合衆国オハイオ州ハリソン郡カーディス郡区の村。東へ20マイル行くとスチューベンビル、さらに東へ13マイル行くとピッツバーグとワシントンの分岐点がある。2010年の統計では人口3,353人。ハリソン郡の郡庁所在地である。

## 歴史
1803年に創設。村名はスペインの港湾都市、カディスにちなむ。1813年、新しくできたハリソン郡の郡庁所在地になった。記録では1840年の人口は1,028人、1846年に4つの教会と21の商店があった。スチューベンビル・アンド・インディアナ鉄道（ペンシルベニア鉄道の前身）がカーディスまで開通したのは1854年6月11日である。
南北戦争がはじまる前、19世紀はじめから中頃、カーディス駅の職員は地下鉄道 (秘密結社)の「車掌」でもあって、奴隷たちがカナダへ逃げる手助けをしていた。
1880年には人口が倍になった。新聞社が3つ、銀行が3つあった。
19世紀の間は農業と農産物の加工が主な産業であった。1889年、近くのグリーン郡区から120バレルのオイルが出て、短いオイルブームがあった。20世紀に入ると石炭の採掘がさかんになった。坑内掘り、露天掘り、どちらも行われた。その後、近くにマーセラス層が発見されてからは、天然ガス採掘の中心地になった。2012年に開業したマークウェスト・コンプレックスは1日1億8000万平方フィートの天然ガスを処理することができ、パイプラインでモント・ベルブー（テキサス州）まで輸送している。

## 地形
アメリカ合衆国国勢調査局によると、村の面積は8.94平方マイル（23.15平方キロ）そのうち8.78平方マイル（22.74平方キロ）が陸地、0.16平方マイル（0.41平方キロ）が水面である。

## 教育
ハリソン・ヒルズという学区がハリソン・セントラル小学校、ハリソン・セントラル中学校、ハリソン・セントラル高校を運営している
。パスカリック公共図書館の分館がある。

## 著名な出身者
- クラーク・ゲーブル（俳優）
- エリザベス・ラッセル（宣教師）